# You’re Sorry Now
A You're Sorry Now című dal az amerikai R&B duó Zhané 1995. február 7.-én megjelent 5. és egyben utolsó kimásolt kislemeze a  Pronounced Jah-Nay című első stúdióalbumról. A dal nem volt különösen sikeres, csupán a Billboard R&B listájára jutott fel, ahol a 38. helyezést érte el.

## Megjelenések
12"  Amerikai Egyesült Államok Motown – 374631197-1
- A1	You're Sorry Now (Radio Edit) 4:03
- A2	You're Sorry Now (LP Version) 4:40
- A3	You're Sorry Now (The Stepz Remix) 4:11 Remix – Stepz>
- B1	You're Sorry Now (Instrumental) 4:39
- B2	You're Sorry Now (A Capella) 3:47

## Slágerlista
| Slágerlista (1995)                    | Legjobb helyezés |
| ------------------------------------- | ---------------- |
| U.S. Hot R&B/Hip-Hop Singles & Tracks | 38               |

## Külső hivatkozások
- A dal videóklipje a YouTubeon[4]
- Dalszöveg[5]
- Az első album[6]